# Jeffrey A. Rosen

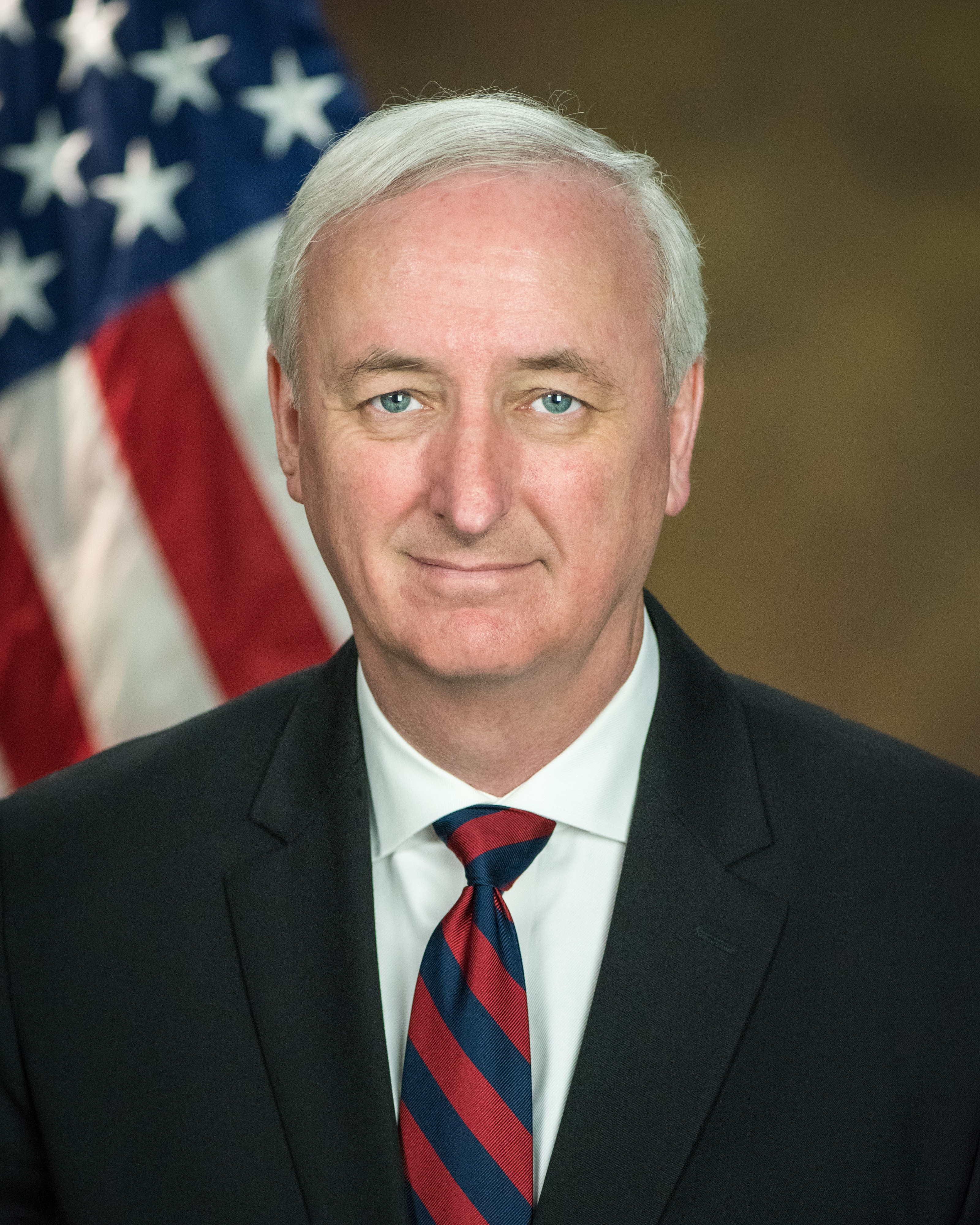
Jeffrey A. Rosen (offizielles Porträt als United States Deputy Attorney General)

Jeffrey Adam Rosen (* 2. April 1958 in Boston) ist ein US-amerikanischer Jurist, der von Dezember 2020 bis Januar 2021 als Deputy Attorney General und von 2019 bis 2020 als stellvertretender Deputy Attorney General tätig war. Bevor er zum Justizministerium kam, war er Seniorpartner der Anwaltskanzlei Kirkland & Ellis und stellvertretender Verkehrsminister der Vereinigten Staaten. Er ist Mitglied der Republikanischen Partei.

## Leben
Rosen wurde in einer jüdischen Familie in Boston geboren und wuchs in Brockton im Bundesstaat Massachusetts auf. 1979 schloss er sein Studium an der Northwestern University mit einem Bachelor of Arts in Wirtschaftswissenschaften ab. Er war in seinem dritten und letzten Studienjahr Präsident des Studentenrats. Anschließend schloss er sein Studium der Rechtswissenschaften an der Harvard Law School mit magna cum laude ab und erhielt 1982 seinen Juris Doctor.
Rosen kam 1982 zu Kirkland & Ellis. Er verließ die Kanzlei 2003 und begann, für die US-Regierung zu arbeiten.
Im Jahr 2006 wechselte Rosen zum Office of Management and Budget, wo er bis 2009 als General Counsel und Senior Policy Advisor tätig war. Während seiner Tätigkeit dort kritisierte er die „Überregulierung“ und widersetzte sich den Plänen der Environmental Protection Agency zur Regulierung von Treibhausgasemissionen. Außerdem war er als Vertreter der US-Regierung im Verwaltungsrat von Amtrak tätig.
Rosen kehrte 2009 zu Kirkland & Ellis zurück. Von 2015 bis 2016 war Rosen Vorsitzender der American Bar Association’s Section of Administrative Law and Regulatory Practice.
Im Jahr 2017 kehrte er in den Dienst der Bundesregierung zurück und war als stellvertretender Minister im Verkehrsministerium tätig. Im Mai 2019 wechselte er als stellvertretender Generalstaatsanwalt in das Justizministerium und vom 24. Dezember 2020 bis zum 20. Januar 2021 war er amtierender Generalstaatsanwalt. Seit Juli 2021 ist er Non-Resident Fellow am American Enterprise Institute.

### Chefsyndikus im Verkehrsministerium
Von 2003 bis 2006 war Rosen Chefsyndikus des US-Verkehrsministeriums und beriet den damaligen Verkehrsminister Norman Mineta.

### Ernennung zum Bundesrichter
Im Jahr 2008 nominierte Präsident George W. Bush Rosen für das Amt eines Bundesrichters in Washington, D.C. Die American Bar Association teilte dem damaligen Vorsitzenden des Justizausschusses des Senats, Patrick Leahy, mit, dass ihre Bewertung Rosen einstimmig die Höchstnote gegeben hatte. Da es sich jedoch um ein Wahljahr handelte und die Oppositionspartei die Kontrolle über den Senat hatte, versäumte es der Justizausschuss des Senats, seine Nominierung anzuhören und darüber abzustimmen, so dass die Nominierung am Ende des Jahres hinfällig wurde.

### Stellvertretender Verkehrsminister
Am 16. Mai 2017 wurde Rosen mit 56 zu 42 Stimmen als stellvertretender US-Verkehrsminister bestätigt. Dort wirkte er unter Ministerin Elaine Chao.
Während seiner Amtszeit war er Vorsitzender des von Chao gegründeten New and Emerging Technologies Council (NETT) des Verkehrsministeriums und Mitglied des Management Advisory Council der FAA. Rosen half auch bei den Bemühungen des Verkehrsministeriums, den Einsatz von Drohnen im Luftraum sicher zu ermöglichen, unter anderem im Drohnen-Pilotprogramm der FAA, und veranlasste das Verkehrsministerium, aktualisierte Richtlinien für automatisierte oder „selbst fahrende“ Autos und Lastwagen herauszugeben.

### Deputy Attorney General
Am 19. Februar 2019 gab Präsident Donald Trump seine Absicht bekannt, Rosen für das Amt des stellvertretenden US-Justizministers zu nominieren und damit Rod Rosenstein nach dessen Ausscheiden aus dem Justizministerium abzulösen. Er wurde am 16. Mai vom Senat mit 52 zu 45 Stimmen bestätigt. Seine Ernennung zum zweithöchsten Strafverfolgungsbeamten war ungewöhnlich, da Rosen keine Erfahrung in der Strafverfolgung hatte. Attorney General William Barr hatte Trump gedrängt, Rosen als seinen Stellvertreter auszuwählen. Rosen wurde am 22. Mai 2019 vereidigt.
Das Wall Street Journal beschrieb Rosen als „relativ unauffällig sowohl innerhalb des Ministeriums als auch in der Öffentlichkeit“.
Rosen soll zahlreiche Initiativen geleitet haben, darunter eine kartellrechtliche Überprüfung von Online-Technologieplattformen, die straf- und zivilrechtliche Durchsetzung von Opioidgesetzen, Maßnahmen zur Bekämpfung von unbemannten Fluggeräten, um den sicheren Einsatz von Drohnen zu erleichtern, die Behebung von Betrug im Zusammenhang mit Pandemien und die Reform des Regulierungs- und Verwaltungsrechts. Er beaufsichtigte auch die Ermittlungen und die strafrechtliche Verfolgung von Cyberhackern aus dem Ausland und den Diebstahl von Geschäftsgeheimnissen im Ausland sowie die Bekämpfung von Hassverbrechen, einschließlich Antisemitismus.
Im Juni 2019 sandte Rosen ein Schreiben an die Staatsanwaltschaft des Bundesstaates New York, in dem er sich nach dem Fall Paul Manafort erkundigte und darauf hinwies, dass er überwachen würde, wo Manafort inhaftiert würde. Kurz darauf teilten Beamte des Bundesgefängnisses den Staatsanwälten des Bundesstaates New York mit, dass Manafort nicht in Rikers Island inhaftiert werden würde. Aktuelle und ehemalige Staatsanwälte bezeichneten diese Entscheidung als ungewöhnlich, da die meisten Personen, die in Untersuchungshaft gehalten werden, dort untergebracht sind. Das Gefängnis ist für Gewalt und Misswirtschaft bekannt.
Ende 2019 brachte Rosen eine Untersuchung gegen den ehemaligen Leiter des Innenministeriums Ryan Zinke ins Stocken. Bundesstaatsanwälte hatten vorgeschlagen, mögliche strafrechtliche Anklagen gegen Zinke zu erheben, weil er zwei indianische Stämme daran gehindert hatte, ein Casino in der Nähe einer Glücksspieleinrichtung von MGM Resorts International zu betreiben. Damit verhinderte Rosen auch, dass das Büro des Generalinspekteurs des Innenministeriums einen Bericht über den Casinodeal veröffentlichte.
Im Februar 2020 trug Rosen vor dem Obersten Gerichtshof mündliche Argumente in einem Fall vor, bei dem es um Rechtsstreitigkeiten zwischen Gefängnisinsassen ging (Lomax gegen Ortiz-Marquez). Die Regierung setzte sich in einem einstimmigen Urteil durch, das von Richterin Elena Kagan verfasst wurde.
Am 30. Juli 2020 schrieb Rosen einen Brief an den Präsidenten der Wahlkommission von Puerto Rico, in dem er den Antrag der Kommission an das US-Justizministerium ablehnte, die Auszahlung von 2,5 Millionen Dollar zu empfehlen, die im Rahmen des Consolidated Appropriations Act von 2014 für eine Aufklärungskampagne über die politische Zukunft der Insel vorgesehen waren und im Zusammenhang mit der für November 2020 geplanten Volksabstimmung über den politischen Status von Puerto Rico verwendet werden sollten. Rosen begründete die Ablehnung des Antrags damit, dass der Regierung nicht genügend Zeit zur Verfügung stand, um den Antrag auszufüllen, und dass die Gesetzesvorlage für Puerto Rico, die zur Durchführung der Volksabstimmung führte, Aussagen enthielt, denen das Justizministerium nicht zustimmte: Es sei nicht klar, dass die Bevölkerung von Puerto Rico den territorialen Status abgelehnt habe. Der Gesetzesentwurf zur Durchführung der Volksabstimmung 2020 war so formuliert, dass die Wähler die Frage mit einem einfachen „Ja“ oder „Nein“ beantworten konnten: „Sind Sie dafür, dass Puerto Rico sofort in die Union aufgenommen wird? Ja oder Nein.“

### Amtierender Deputy Attorney General
Am 14. Dezember 2020 wurde bekannt gegeben, dass Rosen am 24. Dezember, dem Tag nach dem Rücktritt von Barr, das Amt des Justizministers übernehmen würde. Einem Bericht der New York Times vom 21. Januar 2021 zufolge wurde Rosen noch vor dem Rücktritt von Barr ins Oval Office gerufen und von Präsident Trump unter Druck gesetzt, ihn bei seinen Versuchen zu unterstützen, die Ergebnisse der Wahlen von 2020 zu revidieren. Trump bat ihn, Schriftsätze des Justizministeriums einzureichen, die Klagen gegen die Wahlergebnisse unterstützen, und Sonderstaatsanwälte zu ernennen, die unbegründete Anschuldigungen des Wählerbetrugs und Anschuldigungen gegen Dominion Voting Systems untersuchen sollten. Rosen lehnte dies mit der Begründung ab, das Ministerium habe bereits Untersuchungen durchgeführt und keine Beweise für einen weit verbreiteten Wahlbetrug gefunden. Trump setzte ihn und den stellvertretenden Generalstaatsanwalt Richard Donoghue jedoch weiterhin unter Druck. Ende Dezember rief Trump Rosen „fast täglich“ an, um ihn über Vorwürfe des Wahlbetrugs oder der falschen Stimmenauszählung zu informieren. Trump forderte Rosen außerdem auf, einen Sonderberater zu ernennen, der die Vorwürfe des Wahlbetrugs untersuchen sollte, sowie einen weiteren Sonderberater, der gegen Joe Bidens Sohn Hunter ermitteln sollte.
Ende Dezember teilte Jeffrey Clark, der amtierende Leiter der Zivilabteilung des Justizministeriums, Rosen und anderen hochrangigen Beamten des Justizministeriums mit, dass das Ministerium bekannt geben solle, dass es ernsthafte Wahlbetrugsfälle untersuche. Er forderte sie auf, einen Brief an die Beamten des Bundesstaates Georgia zu unterzeichnen, in dem das Justizministerium behauptete, es habe „erhebliche Bedenken festgestellt, die sich möglicherweise auf das Wahlergebnis in mehreren Bundesstaaten ausgewirkt haben“, und die Legislative des Bundesstaates Georgia aufforderte, eine Sondersitzung einzuberufen, „um Fragen im Zusammenhang mit der Ernennung von Wahlmännern für die Präsidentschaftswahlen zu prüfen“. Rosen und Donoghue lehnten den Vorschlag ab, da das Ministerium zuvor festgestellt und bekannt gegeben hatte, dass kein nennenswerter Betrug vorlag.
Anfang Januar traf Clark Berichten zufolge mit Trump zusammen und schlug ihm vor, Rosen durch ihn selbst zu ersetzen, der dann Trumps Vorwürfe des Wahlbetrugs unterstützen würde. Trump entschied sich erst gegen die Absetzung von Rosen, nachdem er erfahren hatte, dass alle anderen hochrangigen Beamten des Justizministeriums zurücktreten würden, wenn er dies täte.
Am 6. Januar 2021 prangerte Rosen als Reaktion auf den Sturm auf das Kapitol den „unerträglichen Angriff auf eine grundlegende Institution unserer Demokratie“ an und schickte Hunderte von Strafverfolgungsbeamten des Justizministeriums zum Kapitol, um bei der Wiederherstellung der Ordnung zu helfen, so dass der Kongress noch am selben Abend seine Wahlzertifizierung abschließen konnte. Rosen kündigte außerdem an, dass das Justizministerium Ermittlungen und Strafanzeigen gegen die Randalierer einleiten würde, und nachdem er das Justizministerium zwei Wochen später verließ, wurde gegen ungefähr 150 Personen Anklage erhoben.
In einer Aussage vor dem Kongress im Mai 2021 berichtete Rosen: „Während meiner Amtszeit wurden keine Sonderstaatsanwälte ernannt, weder wegen Wahlbetrugs noch aus anderen Gründen; es wurden keine öffentlichen Erklärungen abgegeben, in denen die Wahl in Frage gestellt wurde; es wurden keine Briefe an Staatsbeamte geschickt, um die Wahlergebnisse zu kippen; [und] es wurden keine Klagen oder Anträge des [Justizministeriums] eingereicht, um die Wahlergebnisse zu kippen.“ Anfang August 2021 sagte Rosen dem Generalinspekteur des Justizministeriums und Mitgliedern des Justizausschusses des Senats, dass Clark versucht habe, das Justizministerium dazu zu bringen, Trump zu helfen, die Wahl zu untergraben.